# Gimnasio Olímpico Juan de la Barrera

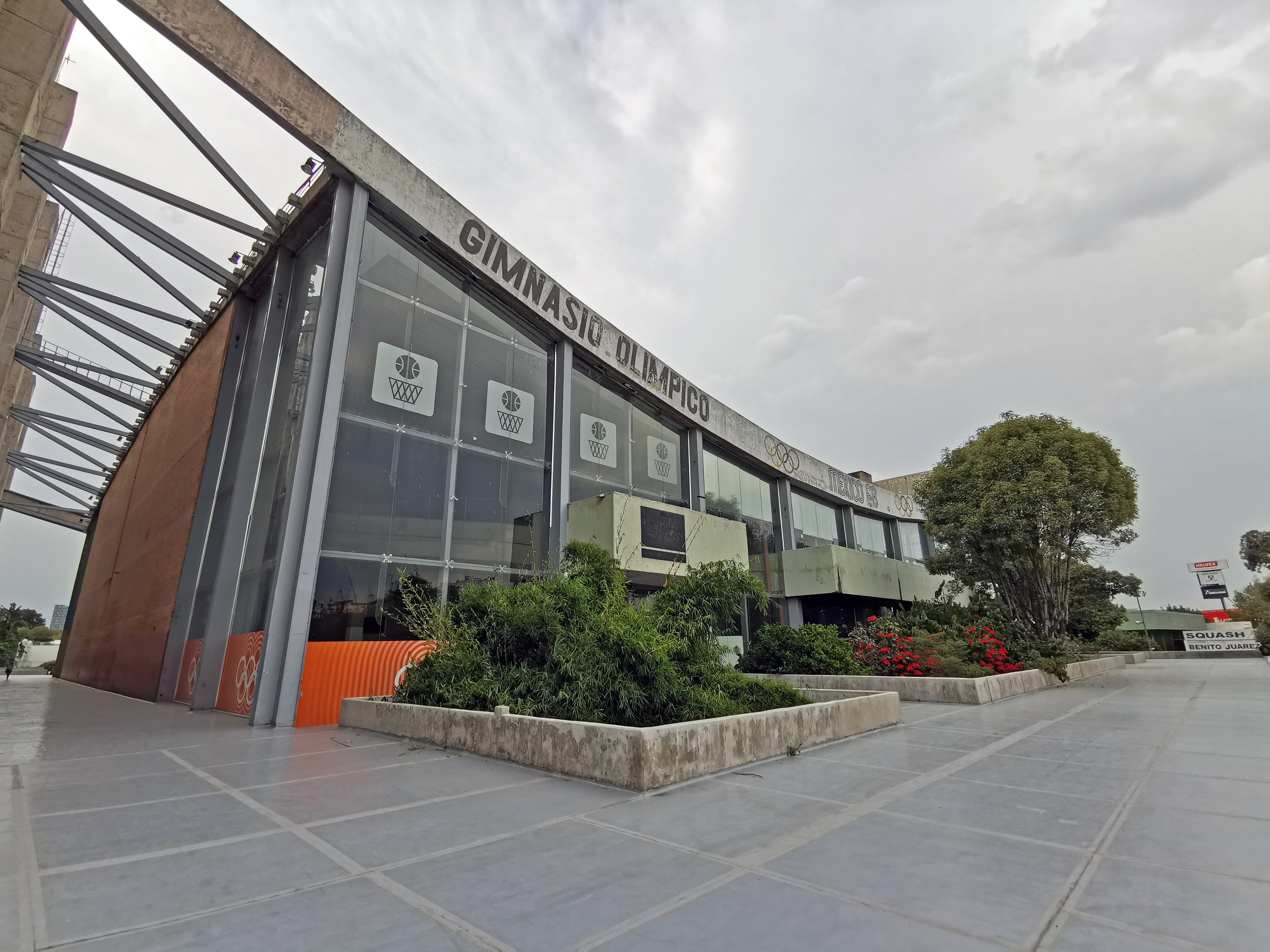
Gimnasio Olímpico Juan de la Barrera (2021)

Das Gimnasio Olímpico Juan de la Barrera ist eine Sporthalle in der mexikanischen Hauptstadt Mexiko-Stadt. Sie befindet sich in direkter Nachbarschaft zur Schwimmhalle Alberca Olímpica Francisco Márquez. Die überhängende Dachkonstruktion, die mit Stahlkabeln gefestigt wird, entspricht dem Dach der Schwimmhalle. In der Halle finden 5242 Zuschauer Platz. Während der Olympischen Sommerspiele 1968 war das Gimnasio Olímpico Juan de la Barrera der Hauptspielort der olympischen Volleyball-Turniere.
Der Basketballclub La Ola Roja del Distrito Federal (LNBP) nutzte die Halle von 2000 bis 2007. Von 2017 bis 2020 war es die Heimspielstätte des Basketballclubs Capitanes de Ciudad de México (LNBP).